# Break Stuff
«Break Stuff» (Укр. Рознести цю погань) — пісня Репкор-гурту Limp Bizkit, випущена як четвертий і останній сингл із другого студійного альбому Significant Other.

## Відеокліп
На відео зображено Limp Bizkit що виконують пісню в великій кімнаті, періодично кадри змінюються і на екрані з'являються рампи з скейтбордистами. У деяких сценах музиканти з'являються без інструментів, а в деяких змінюються ними один з одним. У кліпі також присутні: Snoop Dogg,Джонатан Девіс з Korn, Dr. Dre, Eminem, Hailie Jade, Pauly Shore, Сет Грін,Флі, Девід Сільверія і багато інших.
У кліпі використано цензуровану версію пісні, в якій був вирізаний мат і грубі висловлювання.

## Нагороди
Музичний відеокліп отримав премію MTV Video Music Awards  в номінації «Найкраще рок-відео» в 2000 році.

## Кавер-версії
- Richard Cheese and Lounge Against the Machine зробили кавер-версію цієї пісні в стилі лаунж і включили в свій альбом Lounge Against the Machine 2000 року
- Кавер на пісню кілька разів виконувався канадською рок-групою Three Days Grace під час концертів в 2011 році.
- Існує кавер на пісню від австрійської рок-групи Confession.
- Рок група Patent Pending в 2012 році виконала піано-кавер на пісню, яка увійшла на EP Spring Break 99.
- У тому ж році рок-групою All Time Low під час туру World Triptacular кавер в стилі поп-панк.

## Саундтрек
Пісня була використана в російської комедії «Самый лучший фильм». Почути її можна в сцені побиття байкера.

## Список композицій
1. Break Stuff
2. Crushed
3. Faith
4. Counterfeit (Lethal Dose Remix)

## Позиції в чартах
| Чарт (2000)                               | позиція в чарті |
| ----------------------------------------- | --------------- |
| Australian Singles Chart                  | 7               |
| German Singles Chart                      | 8               |
| Netherlands Singles Chart                 | 3               |
| Swiss Singles Chart                       | 14              |
| U.S. Billboard Alternative Songs          | 1               |
| U.S. Billboard Bubbling Under Hot 100     | 2               |
| U.S. Billboard Hot Mainstream Rock Tracks | 1               |